# CD Saprissa
Club Deportivo Saprissa ist ein Fußballverein aus San Juan de Tibás in der costa-ricanischen Provinz San José. Saprissa ist mit 34 Titeln der Rekordmeister des Landes.

## Geschichte

Altes Vereinslogo

Der Klub wurde am 16. Juli 1935 von Roberto Fernández gegründet und spielt seit 1949 in der höchsten Liga Costa Ricas. Der Verein wurde nach Ricardo Saprissa benannt, dem Sponsor des ersten Trikotsatzes. Seit 1937 ist die Vereinsfarbe violett. Der Legende nach wurde diese Farbe gewählt, nachdem die ursprünglichen rot-blauen Dressen einmal irrtümlich zusammen gewaschen wurden.
Vom 29. März bis zum 10. Juni 1959 ging die Mannschaft Saprissas auf Welttournee. Während der Welttournee besuchte Saprissa 38 Orte in 25 Ländern und bestritt 22 Spiele, von denen 14 gewonnen wurden.
Deportivo Saprissa ist bekannt dafür, dass seine Mannschaft nur aus Spielern aus Costa Rica besteht. Aufgrund seiner Spielstärke erhielt der Verein den Spitznamen El Monstruo Morado (deutsch: „das violette Monster“). Nationaler Hauptwettbewerber ist LD Alajuelense, und meist machen beide Vereine die Meisterschaft unter sich aus.
2003 befand sich der Klub in einer kritischen finanziellen Lage und so übernahm der mexikanische Geschäftsmann Jorge Vergara, welcher außerdem bereits andere Fußballklubs unterstützte beziehungsweise besaß, 67 % der Anteile am Klub und wurde Präsident desselben.
Um den Klub moderner zu gestalten, änderte er das traditionelle Dunkelviolett gegen ein dunkles Lila, führte ein neues Klubwappen ein, auf welchem unter anderem das Monster zu sehen war, und wechselte zweimal das Maskottchen. Diese Aktionen Vergaras stießen auf wenig Zustimmung bei den Fans, das 2010 vorgestellte neue Maskottchen, das Monster Ricky wurde gar so beschimpft, dass Vergara sich gezwungen sah, den ursprünglichen Drachen Elliot wieder zum Maskottchen zu Machen.
Saprissa ist derzeit einer der erfolgreichsten Klubs in der CONCACAF. 2005 gewann Saprissa zum dritten Mal den CONCACAF Champions Cup und nahm damit an der FIFA Klub-Weltmeisterschaft 2005 teil. Bei der Klub-WM erreichte die Mannschaft mit einem 3:2-Sieg gegen Al-Ittihad aus Saudi-Arabien den 3. Platz.
2010 wurde Saprissa von der IFFHS als „Mannschaft des 20. Jahrhunderts der CONCACAF-Zone“ ausgezeichnet.
Im Frühjahr 2011 gelang es dem Unternehmen „Horizonte Morado“ (deutsch: „violetter Horizont“), bestehend aus 7 Geschäftsmännern, darunter ein Vertreter des Fernsehsenders Teletica, nach zwei Jahren Verhandlungen mit Vergara dessen 67 % der Anteile am Klub zu übernehmen und den Klub somit wieder in die Hände von Costa Ricanern zu geben. Horizonte Morado, angeführt vom neuen Präsidenten Saprissas, Juan Carlos Rojas, entschloss sich dazu, die bis 2003 genutzte Klubfarbe Dunkelviolett, sowie das alte Wappen in leicht abgewandelter Form wiederzubeleben. Außerdem gab das Unternehmen bekannt regelmäßig Mitgliederversammlungen abzuhalten, sowie einen stetigen Dialog mit Anhängern, Sponsoren etc. zu führen.

## Sonstiges
Neben der Teilnahme Saprissas in der ersten Liga nahm Saprissa bis 2016 unter dem Namen „Generación Saprissa“ auch am Spielbetrieb der zweiten costa-ricanischen Spielklasse, der Liga de Ascenso-Segunda División teil. Generación Saprissa, bis zur Saison 2012/13 „Saprissa de Corazón“, war die U-23-Mannschaft des Vereins.

## Ehemalige Trainer
| - Joaquín Pachico García (1947–51) - Otto Bumbel (1951–53) - Joaquín Pachico García (1953) - Alfredo Piedra (1954–1955) - Mario Cordero (1956–1957) - Carlos Peucelle (1957) - Mario Cordero (1958) - Eduardo Viso Abella (1958–60) - Jorge Elías Thomaz (1961) - Alfredo Piedra (1962–64) - Mario Cordero (1964–66) - José Ramos (1967) - Mario Cordero (1968–70) - Marvin Rodríguez (1971–76) - Giovanni Rodríguez und Guillermo Hernández (1976) - Josef Karel (1977–79) - Odir Jacques (1979) - Giovanni Rodríguez (1979) - Marcos Pavlousky (1980) - Mario Cordero (1980) - Wálter Elizondo (1981–82) | - Giovanni Rodríguez (1982–83) - Carlos Javier Mascaró (1983) - Rigoberto Rojas (1983) - José Mattera (1984–85) - Marvin Rodríguez (1985) - Wálter Ormeño (1986) - Rigoberto Rojas (1986) - Guillermo Hernández (1986) - Raúl Higinio Bentancor (1987) - Josef Bouska (1988–91) - Odir Jacques (1991) - Rolando Villalobos (1992) - Odir Jacques (1993) - Fabrizio Poletti (1993) - Julio César Cortés (1993) - Carlos Watson (1994) - Carlos Linaris (1994–95) - Carlos Watson (1995) - Luis Augusto García (1995) - Carlos Watson (1996) - Jorge Mario Olguín (1996) | - Alexandre Guimarães (1997–98) - Carlos Santana (1999) - Alexandre Guimarães (1999) - Miguel Company (2000) - Jorge Flores (2000) - Valdeir Vieira (2000) - Evaristo Coronado (2000) - Enrique Rivers (2001) - Patricio Hernández (2001) - Vladimir Quesada (2001) - Manuel Gregorio Keosseián (2002) - Hernán Medford (2002–2006) - Jeaustin Campos (2006–2009) - Roy Myers (2009–2010) - Juan Manuel Alvarez (2011) - Alexandre Guimarães (2011–2012) - Daniel Casas (2012) - Ronald Gonzáles (2013–2014) - Jeaustin Campos (2014–2015) - Douglas Sequeira (2015) - Carlos Watson (2015–2017) - Vladimir Quesada (seit 2018) |

Quelle:

## Erfolge
- Champions League (CONCACAF Champions League) (3×): 1993, 1995, 2005
- Zentralamerika-Cup (Copa Interclubes UNCAF) (5×): 1972, 1973, 1978, 1998, 2003
- Meister (Liga de Fútbol de Primera División): (34×) 1952, 1953, 1957, 1962, 1964, 1965, 1967, 1968, 1969, 1972, 1973, 1974, 1975, 1976, 1977, 1982, 1988, 1989, 1993/94, 1994/95, 1997/98, 1998/99, 2003/04, 2005/06, 2006/07, Invierno 2007, Verano 2008, Invierno 2008, Verano 2010, Verano 2014, Invierno 2014, Invierno 2015, Invierno 2016, Clausura 2018
- Pokalsieger (Torneo de Copa de Costa Rica) (6×): Copa Gran Bretaña 1950, Copa Presidente 1960, Copa Presidente 1963, Copa Federación 1970, Copa Juan Santamaría 1972, Torneo de Copa Banco Nacional 2013